# Liep

Liep auf einer Karte von 1937

Liep, russ. Oktjabrskoje, war ein östlicher Stadtteil von Königsberg (Preußen) am Neuen Pregel (Lipza). Er lag südlich vom Flughafen Devau und südöstlich von Kalthof.

## Name
Der Name leitet sich vom prußischen lipe, leipo (Linde) ab.

## Geschichte
Zu Ordenszeiten war Liep ein kleines Fischerdorf. Der Ort wird 1338 als Lipa erwähnt, 1446 als Lieppe, 1785 als Liepe, und erst ab 1802 setzte sich der Name Liep durch. Liep gehörte zum Kirchspiel Löbenicht.
Dort, wo die Holzflöße von der Memel über das Kurische Haff und die Deime kommend an der Stadtgrenze bei Liep angelandet wurden, errichteten Königsberger Bankiers und Großkaufleute die Königsberger Zellstoff-Fabrik A.G. Es stellte sich heraus, dass dieser Standort zwar günstig für die Anfuhr von Holz war, nicht aber für die Belieferung mit Kohle und die Abfuhr der Fertigprodukte. Deshalb wurde 1906/07 im Stadtteil Kosse die Norddeutsche Zellulose AG gegründet. Beide Werke exportierten bis England.
1913 wurde in Liep eine der drei wichtigen Pumpstationen für die städtischen Abwässer errichtet. Bis Ende des 19. Jahrhunderts wurden die Fäkalien der Stadt zweimal wöchentlich von Wagen abgeholt und vor den Toren der Stadt auf den Feldern ausgebreitet. Ab 1904 wurde ein etwa 30 Kilometer langer, teils offener Abwasserkanal bis nach Fischhausen gelegt.
1905 wurde Liep in die Stadtgemeinde Königsberg eingegliedert. Nach der Fertigstellung der Eisenbahn wurde Liep als neue Wohnsiedlung attraktiv. Nach dem Fall Königsbergs betreute Hugo Linck die Reste seiner Lieper Gemeinde bis 1948.